# Осадники
Оса́дники (польск. osadnicy, однина osadnik — поселенець, переселенець, колоніст) — мовне запозичення з польської, термін, яким в радянській історіографії прийнято було називати польських колоністів міжвоєнного періоду — солдатів у відставці, офіцерів польської армії, членів їх сімей, а також цивільних добровольців-переселенців з числа поляків, які проживали на т. зв. «землях коронних» та отримали після закінчення радянсько-польської війни земельні наділи на територіях Західної України (зокрема Східна Галичина, Західна Волинь, Полісся) і Західної Білорусі. Метою поселення осадників було зміцнення режиму польської окупації на цих землях.
Осаджувати - засновувати, заселяти слободу, селище чи містечко на спустошених війною або іншими подіями землях  - така практика польської Корони відома ще з XVII ст., коли, наприклад, після Польсько-Російської війни або Смоленської війни польська адміністрація (див. Щасний Вішель) призначала осадчих на повернутих чернігово-сіверських землях. 

## Політичні мотиви польського осадництва 1920-1930-х років
В результаті першої світової війни була відновлена Польська держава, якій різними способами, вдалось захопити території Західної України та Західної Білорусі, де етнічні поляки складали меншість населення, маючи чисельну перевагу лише в великих і середніх містах. Польський уряд зробив належні висновки з дворічної польсько-української війни, в якій опорою УГА було власне українське селянство. З метою послаблення економічної бази українського національно-визвольного руху на теренах Польщі було заплановано аграрну реформу, яка мала на меті зміцнення польського елементу на селі в Західній Україні та Західній Білорусі.

## Юридичні підстави осадництва 1920-1930-х років
Після підписання прелімінару Ризького мирного договору польський сейм 7 та 17 грудня 1920 року ухвалив два земельних закони. Перший стосувався процедури передачі земель, які до відновлення польської держави належали царській родині та іншим власникам суб'єктів Російської Імперії, а другий — про пільгове надання землі інвалідам та ветеранам польського війська, які відзначились у польсько-українській та радянсько-польській війнах.
У липні 1920 року Польщею було ухвалено закон про аграрну реформу. Згідно з ним встановлювалася гранична норма для землеволодінь. У східних воєводствах межа становила 400 га. Угіддя, що перевищували норму, підлягали викупу та парцеляції.
За цими законами польські осадники з числа військових мали можливість безкоштовно отримати до 45 га землі на Західній Україні, а переселенці-добровольці придбати землю за пільговою ціною в кредит на 30 років зі звільненням від оплати у перших 5 років володіння. Міністерству сільського господарства та державного майна Польщі було надано 2 млрд марок для надання кредитів осадникам. Кредити надавалися як у готівці, так і у вигляді сільгоспінвентарю та збіжжя. Також поселенці могли отримувати кредити на пільгових умовах у Державному сільськогосподарському банку, кооперативних касах і приватних банках. Осадники які отримали землю безоплатно, мали право на отримання будівельних матеріалів та інвентарю з військового майна.
Польські осадники також отримували в своє користування громадські землі або приватні наділи українських селян.
20 серпня 1925 року було ухвалено новий закон про аграрну реформу, згідно з яким Друга Річ Посполита мала протягом найближчих 10 років щорічно виділяти 200 тис. га державних і приватних земель для здійснення земельної реформи. У східних воєводствах цю землю давали насамперед польським переселенцям, які або отримували її безоплатно (окремі категорії військових), або ж купували на пільгових умовах. Для осадників які не мали досвіду в сільському господарстві, міністерство земельної реформи створило інститут спеціальних сільськогосподарських інструкторів, які мали надавати колоністам кваліфіковану допомогу у веденні господарства.
Умови відбору кандидатів у осадники були дуже жорсткими з майже ста тисяч поданих клопотань було задовільнено лише 7345.

## Польське осадництво на Західній Україні та Західній Білорусі
Впродовж 1923—1925 років на східні землі з Польщі переселилось біля 9 000 осадників з родинами. Загальна площа землі, надана осадникам, становила 151 000 гектарів. Середній розмір наділу на родину осадника становив 18 гектарів. Основна ж маса українських селян-фермерів (79 %) мало менше ніж 5 гектарів землі, а більшість з них менше 2 гектарів.
У міжвоєнний період понад 312 000 гектарів землі було виділено військовим ветеранам, а в Східній Галичині 200 000 гектарів надано польським селянам-переселенцям з західних теренів Речі Посполитої. Понад 41 % з усіх осадників опинилося на Волині.
У 1930 році, кількість поляків, котрі проживали на етнічних українських землях, збільшилась на 300 000 осіб. За польськими офіційними даними (спростованими В. Кубійовичем) поляки складали 40 % населення міст та 21 % населення сіл у Східній Галичині, і відповідно 29 % в містах та 20 % в селах на північних землях. Ці зміни спричинені не тільки припливом поляків на українські терени й економічною еміграцією українських селян, але й фальсифікацією при переписах. У міжвоєнний період близько 150 000 українців залишили свої домівки та емігрували в США, Канаду, Аргентину і Французьку республіку.

### Осадництво на Львівщині
У 1921-23 роках у Львівському воєводстві було створено 4661 господарство осадників у 285 осадах, які створювалися на стратегічних напрямках  — вздовж найважливіших залізничних ліній та автошляхів.
Основним завданням колоністів-осадників було забезпечення проведення колоніальної політики Польської республіки. Найбільший приріст польського населення внаслідок аграрної колонізації спостерігався у Сокальському повіті, де до 1934 року було створено 798 осадницьких господарств, Яворівському (306), Мостиському (264) та інших.
Всупереч державній підтримці польські осадники важко приживалися на українській землі. Завдяки скоординованій, цілеспрямованій підтримці з боку українського кооперативного руху та українських фінансових установ протягом 1922—1934 років українські селяни змогли викупити у польських осадників понад 18,5 тисяч гектарів землі. Понад 25 % осадників покинуло українські землі.

## Радянський період
У 1939 році після приєднання Західної України та Західної Білорусі до СРСР спочатку НКВС обмежувалось обшуками та арештами в осадах. Микита Хрущов виголосив промову у 1939 році, після чого його репліка «Осадник – це поліцай в одязі селянина» фактично стала вироком для осадників. Радянська влада також проводила пропагандистські акції, у яких закликала боротися з панами хто чим може: сокирами, вилами, косами.
5 грудня 1939 року Раднарком СРСР прийняв постанову № 2001—558 сс., яку затвердило Політбюро ЦК ВКП(б), про створення спецпоселень для 21 тис. сімей осадників. Переселення осадників планувалося на початок січня 1940 року. Але вже в кінці грудня почалося виселення окремих осадницьких родин, члени яких перебували під слідством як соціально-небезпечні елементи.
29 грудня 1939 року Раднарком СРСР та Політбюро затвердили документи, що регламентували подальшу долю осадників: «Положення про спецпоселення і працевлаштування осадників, які виселялися з західних областей УРСР і БРСР» та «Інструкція НКВС СРСР про порядок виселення польських осадників із західних областей УРСР і БРСР».
10 лютого 1940 року значну частину осадників було депортовано до Сибіру, Комі АРСР, Казахстану й Астрахані. Останню партію осадників радянська влада встигла вивезли до Сибіру за два дні до нападу Німеччини — 20 червня 1941 року. Ті з осадників, кого не встигли депортувати, залишилися на окупованих Третім Райхом землях, і внаслідок так званого «обміну населенням» у 1944—1945 роках виїхали в Польщу.